# Berteaucourt-les-Dames
Berteaucourt-les-Dames – miejscowość i gmina we Francji, w regionie Hauts-de-France, w departamencie Somma.
Według danych na rok 2011 gminę zamieszkiwało 1141 osób, a gęstość zaludnienia wynosiła 246 osób/km² (wśród 2293 gmin Pikardii Berteaucourt-les-Dames plasuje się na 255. miejscu pod względem liczby ludności, natomiast pod względem powierzchni na miejscu 911.).